# (31754) 1999 JT95
1999 JT95 (asteroide 31754) é um asteroide da cintura principal. Possui uma excentricidade de 0.06899040 e uma inclinação de 10.22971º.
Este asteroide foi descoberto no dia 12 de maio de 1999 por LINEAR em Socorro.